# Andrej Kašečkin
Andrej Grigorjevič Kašečkin (rusko Андрей Григорьевич Кашечкин), kazahstanski kolesar, * 21. marec 1980, Kzil-Orda, Sovjetska zveza.
Kašečkin je upokojeni profesionalni kolesar, ki je v svoji karieri tekmoval za ekipe Domo-Farm Frites, Quick-Step–Davitamon, Crédit Agricole, Liberty Seguros-Würth, Astana, Lampre-Farnese Vini in Astana. Nastopil je na Poletnih olimpijskih igrah leta 2004, kjer je zasedel 67. mesto na cestni dirki in odstopil v kronometru. Največji uspeh v karieri je dosegel leta 2006, ko je na Dirki po Španiji osvojil etapno zmago in tretje mesto v skupnem seštevku. Leta 2007 je osvojil tretji mesto na dirkah Critérium du Dauphiné in Dirki po Romandiji. Avgusta 2007 je bil pozitiven na krvni doping v vzorcu odvzetem na Dirki po Franciji leta 2007, iz katere se je celotna ekipa Astane umaknila po pozitivnem vzorcu kapetana Aleksandra Vinokurova. Po pozitivnem B vzorcu ga je ekipa odpustila. Po odsluženi kazni se je poskušal vrniti v ekipah Lampre in ponovno Astana, toda vidnejših rezultatov ni več dosegel in leta 2013 končal kariero.